# Autorité nationale de sûreté radiologique et de radioprotection
L'Autorité nationale de sûreté radiologique et de radioprotection (ANSR) est une direction technique de la présidence de la république du Bénin. À sa tête se trouve le Colonel Bertin Bada qui en est l'actuel président du conseil de surveillance,,,.
La composition, les attributions, l’organisation et le fonctionnement de l'ANSR sont définis par le décret n° 2019-397 du 06 septembre 2019,,.

## Missions
La mission de l'Autorité Nationale de Sûreté Radiologique et de Radioprotection comprend les responsabilités suivantes,,,,,,,,:
- Élaborer, proposer et superviser l'application des réglementations relatives à la sûreté radiologique et à la sécurité nucléaire ;
- Délivrer des autorisations pour les activités liées à l'utilisation des technologies nucléaires dans les domaines médical, industriel, de la recherche, du transport de substances radioactives, ainsi que pour l'importation et l'exportation de matières nucléaires et de sources radioactives ;
- Délivrer des autorisations pour la gestion des déchets radioactifs ;
- Effectuer des inspections et évaluations des installations et des activités soumises à autorisation afin de vérifier leur conformité aux dispositions légales, réglementaires et aux conditions de l'autorisation.
- Établir et percevoir des redevances pour les autorisations et les agréments ;
- Tenir à jour un registre national des sources de rayonnements ionisants ;
- Veiller à l'application de la réglementation en matière de garanties.

## Organisation
Les composantes de l'Autorité Nationale de Sûreté Radiologique et de Radioprotection sont les suivantes,:
- Le Conseil de surveillance : est constitué de sept (07) membres possédant des qualifications, compétences et expériences professionnelles reconnues dans les domaines des sciences techniques, de la radioprotection ou des applications nucléaires. Ces membres sont les suivants :

1. un représentant de la Présidence de la République ;
2. un représentant du ministère des Affaires Étrangères, spécialisé dans les organisations internationales ;
3. un représentant du ministère de l'Environnement, spécialisé dans la radioprotection environnementale ;
4. un représentant du ministère de la Sécurité publique, spécialisé dans la sécurité du transport des déchets radioactifs ;
5. un représentant du ministère de l'Énergie, spécialisé dans la sûreté radiologique et la sécurité nucléaire ;
6. un représentant du ministère de la Santé, spécialisé dans la surveillance de l'exposition professionnelle aux rayonnements ionisants et la radioprotection des patients ;
7. un représentant du ministère de l'Enseignement supérieur et de la Recherche scientifique, spécialisé dans le domaine de la physique nucléaire.

Le représentant de la Présidence de la République assume la présidence du Conseil de surveillance. Depuis le 20 août 2020, les membres actuels du conseil de surveillance de l'ANSR sont au nombre de 07,.
- Le Secrétariat permanent : est composé de différentes directions et services techniques qui sont déterminés en fonction des besoins spécifiques. Les responsabilités, attributions et structure organisationnelle de ces directions et services sont établis par le Secrétaire permanent, après avoir obtenu l'approbation de l'organigramme par le Conseil de surveillance. Le Secrétariat permanent est supervisé par un secrétaire permanent. Le secrétaire permanent est nommé pour un mandat initial de cinq (05) ans, qui peut être renouvelé une (01) fois uniquement. Son mandat prend effet à partir de la date de sa prise de fonction. Le Secrétaire permanent actuel de l'ANSR est Kuassi Marcellin Amoussou-Guenou[2],[18].

## Siège
L'ANSR se trouve à Cotonou.